# Heraclia completa
Heraclia completa là một loài bướm đêm trong họ Noctuidae.